# Santa Helena de Goiás

Mapa localizador de la ciudad de Santa Helena de Goiás

Santa Helena de Goiás es un municipio de Brasil, situado en el sur del estado de Goiás.
Su población estimada en 2006 es de 35,582 habitantes y su extensión de 1.128 km², siendo su densidad de población de 31,54 hab./km²
Limita con los municipios de Río Verde, Acreúna y Maurilândia y está situada a 200 km de Goiânia.
- Datos: Q1795206
- Multimedia: Santa Helena de Goiás / Q1795206